# Youssef Rzouga
Youssef Rzouga (arabe : يوسف رزوقة),  né le 21 mars 1957 à Ksour Essef, est un poète tunisien d'expression arabe et française.

## Biographie
Youssef Rzouga suit ses études à la faculté des lettres et sciences humaines de Tunis jusqu'en 1980 puis à l'Institut de presse et des sciences de l'information où il obtient une maîtrise en sciences politiques. Il travaille actuellement dans le champ du journalisme culturel.
Ses premiers poèmes datent du début des années 1970. Mû par un sens esthétique, il s'emploie à explorer de nouvelles voies d'expression et à adapter ses vers aux préoccupations de son époque. Ses dernières productions témoignent d'une volonté de transgression des lois du genre qui tend à mêler la poésie à la prose. De par ses contacts suivis avec les jeunes poètes dans le cadre de ses activités au sein du Club du mercredi littéraire à l'espace Tahar-Haddad ou à la tête des pages culturelles du journal Alayyam, Rzouga semble être le poète qui a eu le plus d'influence sur la génération des années 1990.
S'appuyant sur un savoir encyclopédique (mathématiques, physique, biologie ou informatique) et recourant à une méthode de poétisation originale, il établit des relations insoupçonnées entre les termes scientifiques et les termes littéraires au profit d'un nouvel imaginaire poétique moderne.

## Poésie

### Arabe
- Je vous transcende par mes tristesses (1978)
- L'idiome des branches dissemblables (1982)
- Le programme de la rose (1984)
- L'astrolabe de Youssef le voyageur (1986)
- Le loup dans le verbe (1998)
- Le pays d'entre les deux mains (2001)
- Fleurs de dioxyde de l'histoire (2001)
- Proclamation de l'état d'alerte (2002)
- Œuvres poétiques (première partie) (2003)
- La plastique de l'âme suivi de L'Epistémè de l'issue (2003)
- Le papillon et la dynamite (2004)
- Yogana (Le livre du Yoga poétique) (2004)
- The ground zéro (2005)
- Rhapsodes d'un troubadour
- Le Scandale narcissique

### Français
- Le fils de l'araignée (2005)
- Yotalia (2005)
- 1001 poèmes (2005)
- Le jardin de la France (2005)
- Tôt sur la terre (2006)

## Traductions

### Français
- L'image a vieilli par Jean Fontaine (2005)
- Les griffes des eaux par Walid Soliman (2005)

### Anglais
- Two hells in the heart par Khawla Kreech (2005)
- Pacem in Terris par Philip Hackett (2005)

### Russe
- Les poètes de l'Afrique du Nord

## Récit pour enfants
- Et l'orange s'envola (1992)

## Romans
- L'archipel (1986)
- Un monde à part

## Autobiographie
- Vie d'une certaine limite

## Critique littéraire
- Les pieux de la rythmique arabe. Vers un rythme occiriental